# 韋列斯庫尼
50°49′59″N 32°47′0″E / 50.83306°N 32.78333°E
韋列斯庫尼（烏克蘭語：Верескуни），是烏克蘭北部的村莊，隸屬切爾尼希夫州的普里盧基區。該村始建於1700年，面積1.5平方公里，海拔高度152米，2001年人口299，人口密度每平方公里198.8人。